# Büyükkaraağaç, Boyabat
Büyükkaraağaç là một xã thuộc huyện Boyabat, tỉnh Sinop, Thổ Nhĩ Kỳ. Dân số thời điểm năm 2011 là 48 người.